# Velau
Velau is een plaats in de Duitse gemeente Stolberg, deelstaat Noordrijn-Westfalen.